# كليفورد آن كريد
كليفورد آن كريد (بالإنجليزية: Clifford Ann Creed)‏ هي لاعبة غولف أمريكية، ولدت في 23 سبتمبر 1938 في الإسكندرية في الولايات المتحدة.

## وصلات خارجية
- كليفورد آن كريد على موقع رابطة لاعبات الغولف المحترفات (الإنجليزية)
- كليفورد آن كريد على موقع قاعة لويزيانا للمشاهير الرياضية (الإنجليزية)